# Pierre de Grèce
Vous lisez un « article de qualité » labellisé en 2011.
Signature
Pierre de Grèce (en grec moderne : Πέτρος της Ελλάδας / Pétros tis Elládas et en danois : Peter af Grækenland og Danmark), prince de Grèce et de Danemark, est né à Paris, en France, le 3 décembre 1908 et mort à Londres, au Royaume-Uni, le 15 octobre 1980. Membre de la maison d'Oldenbourg, c'est un prince, un militaire et un anthropologue grec spécialiste du Tibet et de la polyandrie.
Le prince Pierre passe l’essentiel de son enfance dans la région parisienne et ne découvre la Grèce qu’après la restauration de son cousin, le roi Georges II, sur le trône, en 1935. Grâce à sa mère, la princesse Marie Bonaparte, il fréquente très jeune de nombreux intellectuels et côtoie notamment Aristide Briand, Rudolph Loewenstein, Sigmund Freud et Bronislaw Malinowski.
Adulte, Pierre étudie le droit, qui ne le passionne guère, à la Sorbonne et obtient son doctorat en 1934. Il part ensuite étudier l’anthropologie avec Malinowski à la London School of Economics, en 1935-1936. Dans le même temps, le prince noue une relation amoureuse avec une roturière divorcée du nom d’Irène Ovtchinnikova. En 1937, ils partent ensemble pour un long voyage en Asie. Pierre passe ainsi plusieurs mois en Inde, où il étudie différentes populations qui pratiquent la polyandrie avant de se marier avec Irène le 9 septembre 1939. Le déclenchement de la Seconde Guerre mondiale le conduit cependant à rentrer en Europe avec son épouse et à s’engager dans l’armée hellénique. Officier de liaison, il doit quitter la Grèce après l’invasion de celle-ci par les forces de l’Axe et trouver refuge en Égypte. Il y poursuit le combat aux côtés des Alliés. Il sert alors principalement en Libye et en Italie mais effectue également plusieurs missions en Méditerranée occidentale, en Afrique noire et même en Chine.
À la Libération, les tensions politiques que connaît la Grèce et le refus de la famille royale d’accepter son mariage l'empêchent de rentrer à Athènes. Après un bref séjour à Copenhague, Pierre et son épouse repartent donc pour l’Asie, où ils participent à la branche tibétaine de la troisième expédition danoise en Asie centrale (1950). Ne pouvant pénétrer au Tibet du fait de l’invasion de la région par la Chine, le couple décide de s’installer près de la frontière, à Kalimpong, pour y étudier les réfugiés tibétains. Hormis quelques intermèdes européens et afghan, le séjour de Pierre et d’Irène dans la région dure jusqu’en 1957, année où le gouvernement indien les expulse à cause de leur soutien aux Tibétains.
Ayant récolté un abondant matériel lors de ses deux expéditions, Pierre décide de reprendre ses études afin de préparer un doctorat en anthropologie. Diplômé en 1959, il publie plusieurs articles et ouvrages consacrés au Tibet, à la polyandrie et à l’héritage hellénistique dans les cultures asiatiques modernes. Sa renommée est telle, en Grèce, que son nom est proposé pour la chaire d’anthropologie de l’université d’Athènes. Cependant, une intervention du roi Paul Ier fait avorter le projet et Pierre doit se résoudre à embrasser une carrière dans la finance. Malgré une brève amélioration de ses relations avec la famille royale à la fin des années 1950, Pierre se brouille définitivement avec la couronne à l’avènement de Constantin II. Le prince critique alors ouvertement la politique de son cousin et accuse la reine douairière Frederika d’affaiblir la monarchie. Après la dictature des colonels (1967-1974) et la proclamation de la Troisième République hellénique (1974), le prince se retire au Danemark. Il meurt d’une hémorragie cérébrale pendant un séjour au Royaume-Uni, en 1980.

## Famille

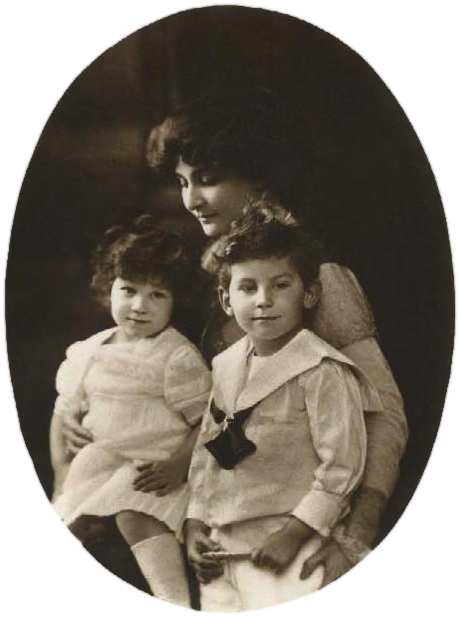
Le prince Pierre, enfant, aux côtés de sa mère et de sa sœur Eugénie (1912).

Pierre de Grèce est le premier enfant, et le seul fils, du prince Georges de Grèce (1869-1957), ancien Haut-commissaire de la Crète autonome, et de son épouse la princesse française Marie Bonaparte (1882-1962).
Par son père, Pierre est donc le petit-fils du roi Georges Ier de Grèce (1845-1913) tandis que, par sa mère, il descend du prince Roland Bonaparte (1858-1924), géographe et botaniste de renom. Lié à la plupart des familles royales européennes à travers son arrière-grand-père paternel, le roi Christian IX de Danemark (1818-1906), surnommé le « Beau-père de l'Europe », Pierre est également l'arrière-petit-neveu de l'empereur des Français Napoléon Ier (1769-1821).
Le 9 septembre 1939, Pierre s'unit civilement, à Madras, en Inde, à la roturière russe Irène Aleksandrovna Ovtchinnikova (1904-1990), fille de l'orfèvre des Romanov Alexandre Ovtchinnikov et de son épouse, Lydia Jouriary.
Conclu sans l'autorisation du roi Georges II de Grèce, le mariage de Pierre et d'Irène est une union inégale qui prive le prince de ses droits dynastiques grecs et danois. Malgré les protestations de sa famille, Pierre confirme sa décision d'épouser Irène en se mariant religieusement avec elle dans une église orthodoxe de Jérusalem, en Palestine mandataire, le 5 juin 1941.
De ce mariage, qui se termine par une séparation officieuse, ne naît aucun enfant.

## Biographie

### Une jeunesse dorée

#### Premières années

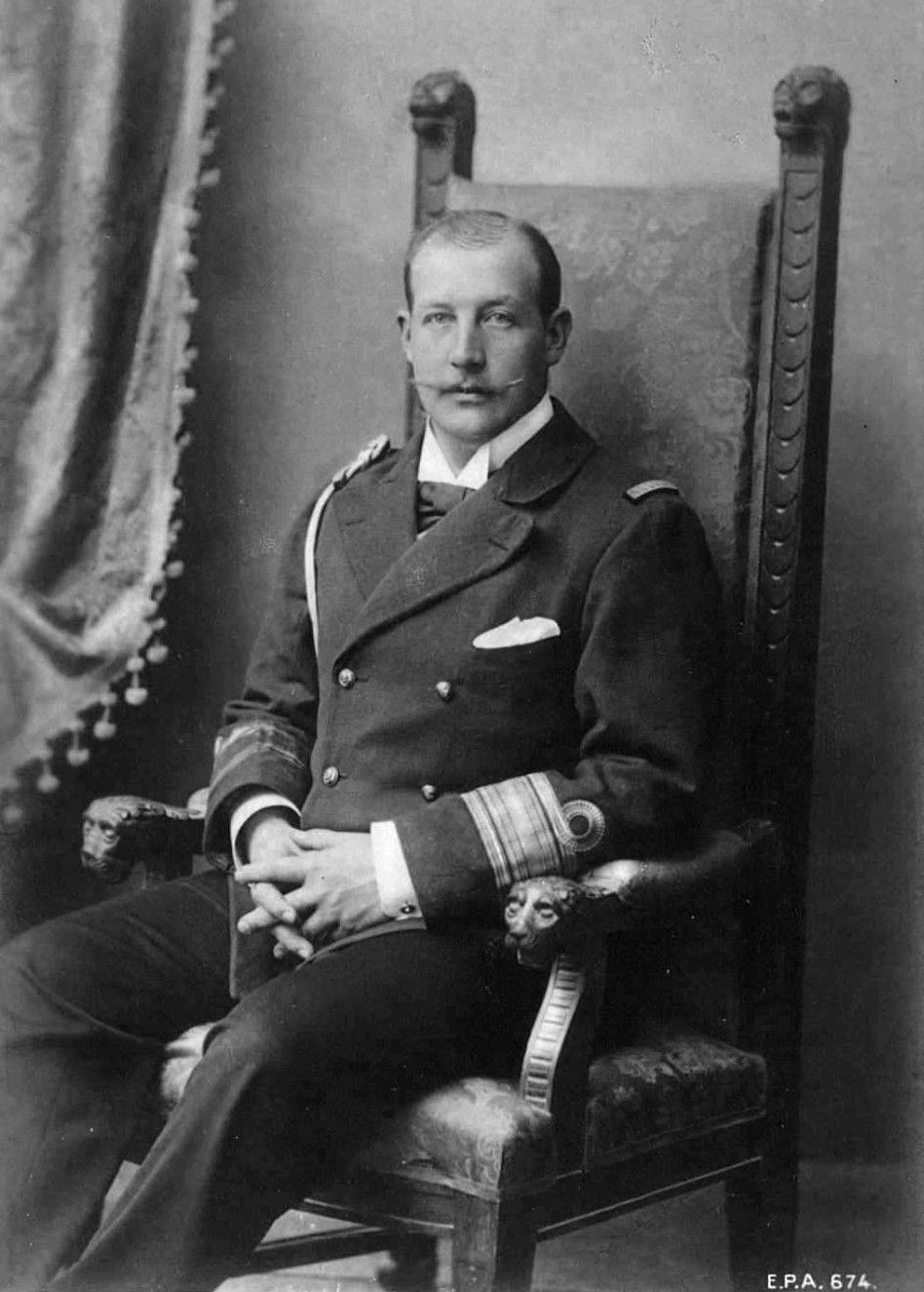
Le prince Georges de Grèce, père de Pierre (vers 1900).

Pierre de Grèce passe la majeure partie de son enfance et de son adolescence en France, entre Saint-Cloud et l’avenue d’Iéna, à Paris, où sa mère et son grand-père maternel, le prince Roland Bonaparte, possèdent plusieurs résidences. Les liens de l’enfant avec la Grèce sont par contre beaucoup plus distants. La Première Guerre mondiale, avec ses conséquences néfastes sur la famille royale hellène, et surtout la proclamation de la république à Athènes, en 1924, éloignent pour longtemps le jeune prince de sa patrie. Entre 1912 et 1936, il ne revoit ainsi jamais la Grèce. Le prince Pierre connaît finalement bien mieux le Danemark, pays de son arrière-grand-père paternel, le roi Christian IX. Pendant de nombreuses années, il se rend en effet, chaque été, avec sa famille, au château de Bernstorff, à Gentofte, chez son grand-oncle, le prince Valdemar. Ce dernier entretient en effet, depuis 1883, une relation amoureuse avec le père de Pierre, et l’enfant et sa sœur Eugénie l’appellent affectueusement Papa Two (« Papa deux »).
Avec leur progéniture, Georges de Grèce et Marie Bonaparte se montrent à la fois chaleureux et distants. L’arrière-petite-nièce de Napoléon Ier a perdu sa mère, Marie-Félix Blanc, à sa naissance et ses relations avec son propre père, Roland Bonaparte, n’ont jamais été faciles. Elle a donc parfois du mal à savoir comment se comporter avec ses enfants et se montre avec Pierre tantôt lointaine, tantôt étouffante. À l’adolescence, les relations du jeune homme et de sa mère sont par ailleurs compliquées par un profond désir incestueux mutuel, que seuls les conseils de Sigmund Freud parviennent à réprimer. Quant au prince Georges, il adore son fils, pour lequel il fait preuve d’une grande indulgence, mais ne s'en occupe guère.
Comme tous les enfants princiers de leur génération, Pierre et sa sœur Eugénie sont également confiés au soin de domestiques et leur nurse anglaise, Violet Croisdale (surnommée tendrement « Croisy »), joue un rôle important, mais pas toujours positif, dans leur éducation. Une fois devenus adultes, les deux jeunes gens accusent d’ailleurs leur gouvernante de les avoir écrasés et exigent de Marie Bonaparte qu’elle l’éloigne définitivement de leur famille.

#### Formation scolaire et militaire
À Paris, le prince Pierre reçoit une éducation libérale, largement supervisée par sa mère. D’abord confié aux soins d’un précepteur suisse, Henri Hoesli, l’enfant étudie ensuite au lycée public Janson-de-Sailly, ce qui n’est guère coutumier, dans son milieu,. Seule sa formation religieuse est assurée par son père, orthodoxe strict et fervent.

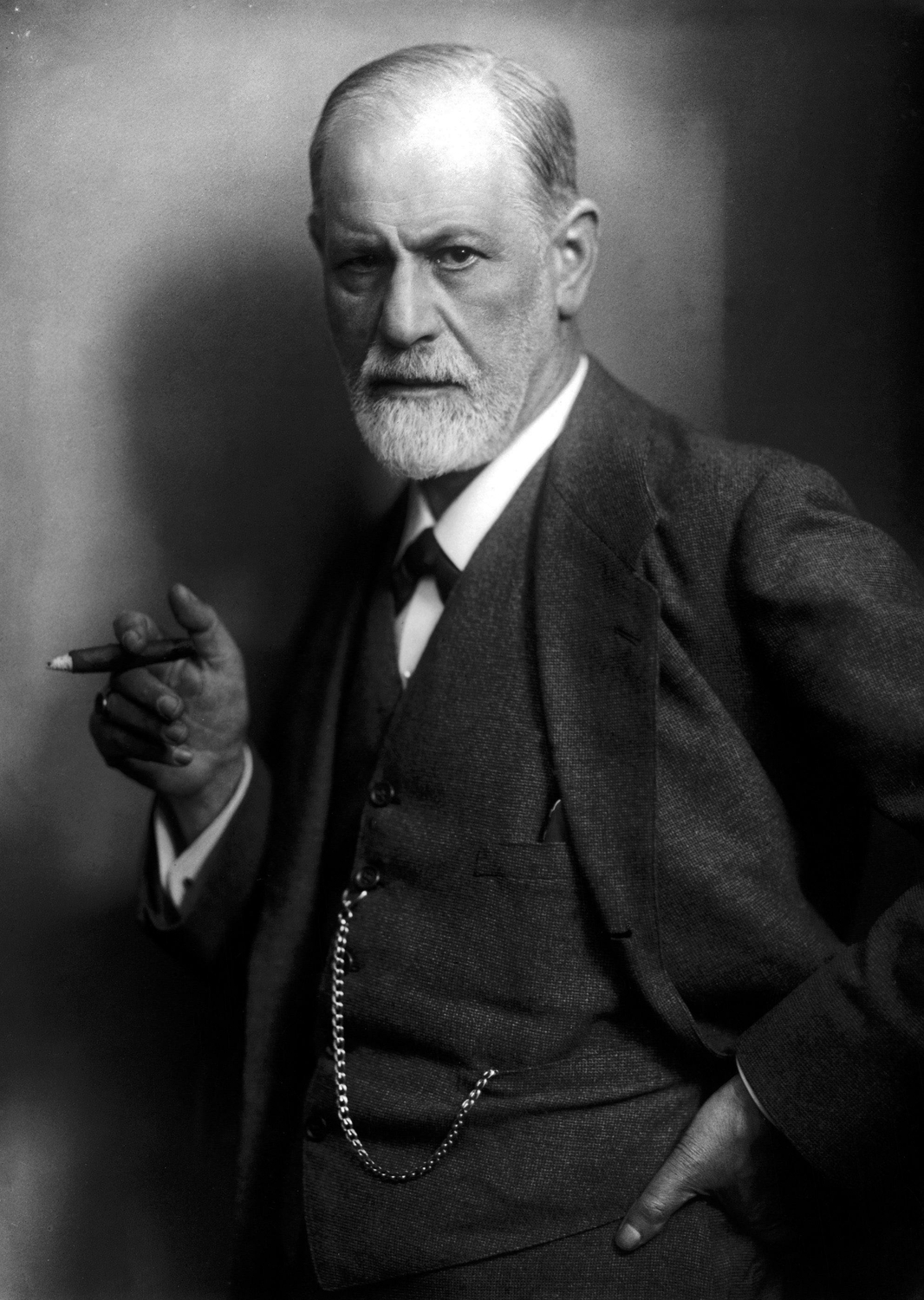
Sigmund Freud, le maître à penser de la princesse Marie (1922).

Le prince a la chance de grandir dans un milieu cultivé, où il côtoie de nombreuses personnalités brillantes. Il a ainsi tout juste quatre ans quand on lui présente l’écrivain Rudyard Kipling, auteur du Livre de la jungle. Plus tard, il devient un familier du président du Conseil Aristide Briand, qui est longtemps l’amant de sa mère, de Sigmund Freud, qu’il rencontre pour la première fois en 1926 et qui tient une place très importante dans la vie de la famille princière, ou encore de Rudolph Loewenstein, un autre amant de sa mère.
En juin 1925, le prince Pierre passe avec succès son baccalauréat et fait savoir à ses parents qu’il voudrait partir continuer ses études à Cambridge, en Angleterre. Cependant, son père refuse qu’il quitte la France et sa mère le dissuade fortement d’insister. Pierre passe donc un second baccalauréat à Paris, en 1926, puis décide de s’orienter vers une carrière dans la chimie. Perturbé par l’absence de sa mère, qui suit alors une analyse avec Freud à Vienne, et par ses relations difficiles avec le prince Georges, il rate toutefois son examen d’entrée à l’école qu’il désirait intégrer. Après cet échec, Pierre opte donc pour l’étude du droit mais découvre aussi la psychanalyse avec sa mère. En juillet 1929, il prend ainsi part au Congrès psychanalytique international qui se tient à Oxford et qui réunit les grands noms de cette nouvelle discipline.
En 1932, Pierre rate ses examens de droit. Très déçu par ses mauvais résultats, il choisit d’abandonner pour un temps l’université et de gagner le Danemark pour y effectuer son service militaire dans le cadre de la garde royale. Pendant son séjour dans le royaume scandinave, il prend la décision de devenir ethnologue et exprime une nouvelle fois à sa mère son désir de partir étudier à Londres et à Berlin. C’est cependant en France que le prince Pierre vient reprendre ses études après son séjour danois. En 1934, il obtient finalement, à la Sorbonne, un doctorat en droit dont le thème est Les Coopératives agricoles danoises et le marché extérieur. Sa thèse est d’ailleurs publiée en français en 1935, puis en danois l’année suivante.
Toujours désireux de compléter son éducation, Pierre obtient enfin l’autorisation de se rendre au Royaume-Uni pour y étudier l’anthropologie. Il s'inscrit alors à la London School of Economics, où il suit le séminaire de Bronislaw Malinowski durant l'année 1935-1936. Comme beaucoup d’autres intellectuels, Malinowski est un ami proche de Marie Bonaparte et Pierre le connaît depuis 1932. Le scientifique a d’ailleurs largement encouragé le prince à persévérer dans son désir de devenir ethnologue et c’est lui qui lui a conseillé de venir étudier à Londres plutôt qu’à Oxford.

#### Vie sentimentale

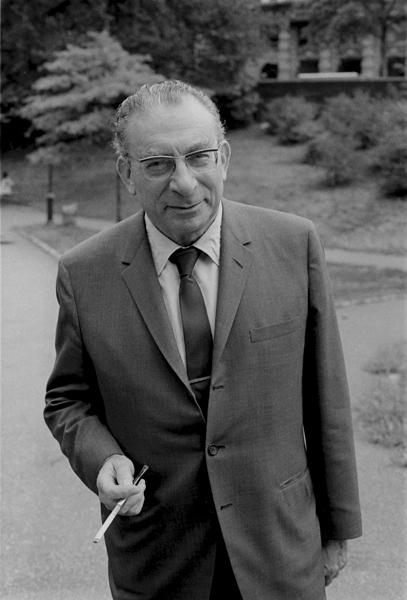
Rudolph Loewenstein, analyste du prince Pierre.

Sur un plan plus personnel, le prince Pierre connaît sa première expérience amoureuse avec une jeune Américaine, en 1930. Avec elle, il perd sa virginité et vit son premier chagrin d’amour lorsqu’elle regagne son pays. À l’époque, la vie sentimentale du prince est toutefois bouleversée par l’attirance incestueuse que lui et sa mère éprouvent l’un pour l’autre. En proie à de vifs tourments, Pierre se tourne vers l’analyse à partir de l’été 1930 mais le choix de Rudolph Loewenstein comme thérapeute s’avère bientôt catastrophique. Pour le prince, dont les relations avec son père sont conflictuelles depuis l’adolescence, Loewenstein a l’avantage de représenter une figure paternelle. Cependant, le psychanalyste est également l’amant de Marie Bonaparte et Pierre ne tarde pas à se montrer jaloux de la liaison que tous deux entretiennent.
Selon certaines sources, le début des années 1930 correspond également à une tentative de fiançailles entre Pierre et la princesse Frederika de Hanovre, future  reine des Hellènes. Ce projet, révélé tardivement par la presse danoise mais attesté également par la journaliste grecque Hélène Vlachou dans ses Mémoires, aurait été conçu par le prince Georges lors d’un séjour de son fils à Gmunden, résidence de l’ancienne famille royale de Hanovre. Mais, s’il est exact, le projet matrimonial est un échec et les relations de Pierre et de Frederika n’en sont que plus compliquées par la suite.
Ce n’est qu’en 1935 que le prince vit sa première vraie relation amoureuse. Il rencontre alors une jeune femme mariée et d’environ quatre ans son aînée du nom d’Irène Aleksandrovna Ovtchinnikova. Fille de l’ancien orfèvre des Romanov, Irène a quitté Saint-Pétersbourg pour la Crimée pendant la révolution russe. Elle a ensuite gagné l’hexagone avec son premier époux, le diplomate français Jehan de Monléon. Mais le couple a fini par se séparer et Irène s’est remariée à un Anglais nommé Lewis (ou Louis) Sloden, avant de s’éloigner également de lui,,.
La relation de Pierre avec celle que sa famille ne tarde pas à surnommer dédaigneusement « la Russe » amène des changements importants dans la vie du prince, qui rompt avec tout une partie de son passé. Il met ainsi fin à son analyse avec Loewenstein sans l’avoir terminée et se brouille temporairement avec sa mère et sa sœur. Quant au prince Georges, il n’est pas mis au courant de la relation de son fils car il désapprouverait sa liaison avec une roturière, mariée qui plus est.

### Entre amour et devoirs

#### Retour en Grèce

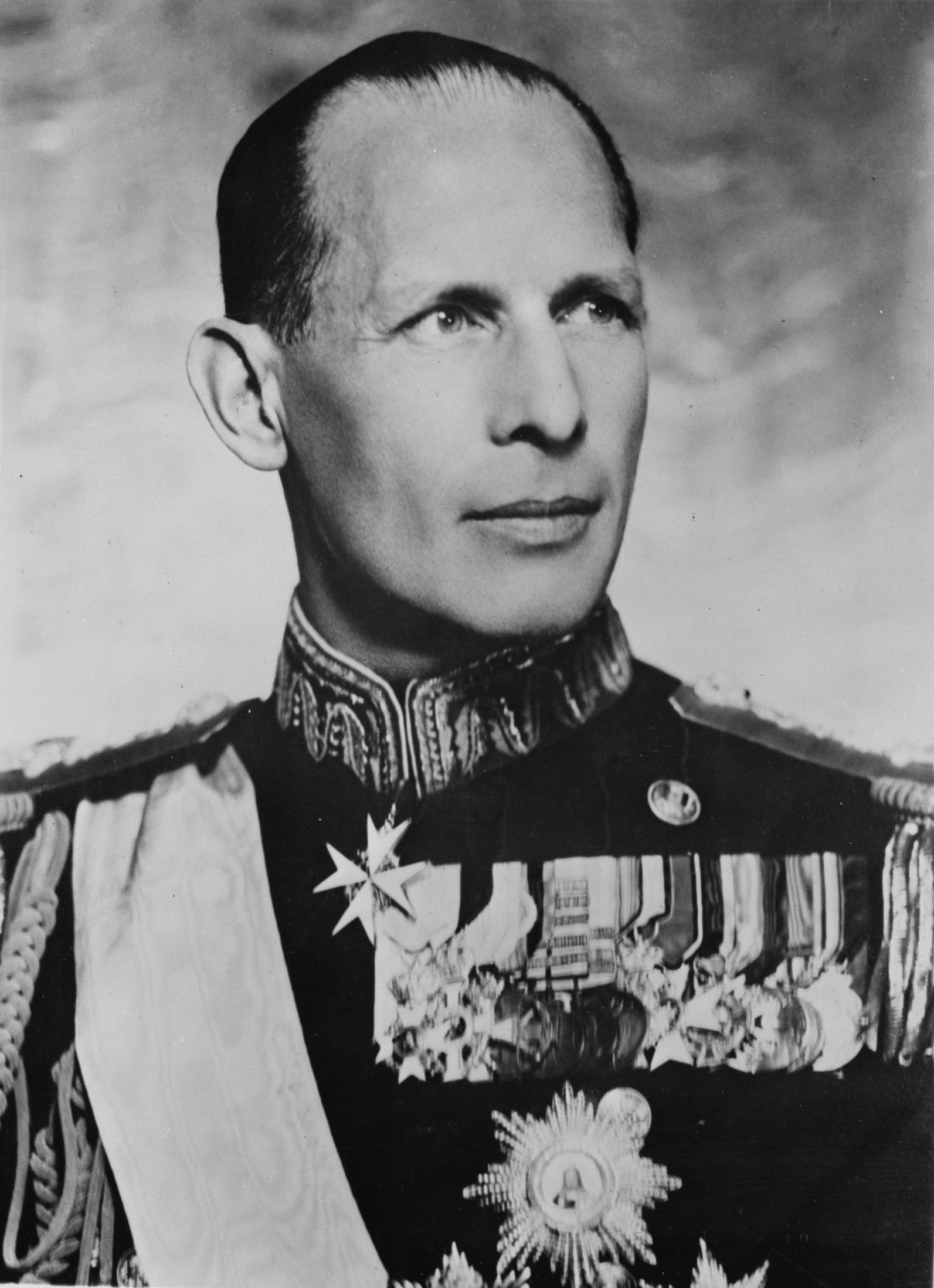
Le roi Georges II de Grèce, cousin du prince Pierre (vers 1942).

Entre 1923 et 1935, la Grèce connaît une forte instabilité politique et financière. Ainsi, en douze ans, vingt-trois gouvernements, une dictature et treize coups d'État se succèdent. Incapables de rétablir l'ordre et discrédités par leur implication dans les différents coups d'État, les républicains perdent progressivement du terrain face aux monarchistes et des voix de plus en plus nombreuses réclament le retour du roi Georges II, cousin de Pierre. Finalement, le 10 octobre 1935, l’armée abolit la république et nomme le ministre Georgios Kondylis à la tête du pays. Ancien vénizéliste, Kondylis est un militaire déçu de la république, qu'il juge coupable d'avoir introduit l'anarchie en Grèce. Le 3 novembre, il organise donc un référendum truqué visant à légitimer son entreprise et à restaurer la monarchie,.
Une fois la victoire des monarchistes proclamée, une délégation hellène est envoyée à Londres, afin de demander officiellement à Georges II de rentrer à Athènes. Après avoir accepté, le souverain appelle auprès de lui différents membres de sa famille afin de leur proposer de revenir en Grèce à ses côtés. Placé troisième dans l’ordre de succession au trône après le diadoque Paul (encore célibataire, à cette date) et le prince Georges (déjà âgé de 65 ans), Pierre est alors un membre important de la famille royale et son cousin lui offre une position proportionnelle à Athènes. Cependant, le jeune homme décline la proposition du monarque et refuse même, dans un premier temps, de rentrer dans son pays. Irène, sa maîtresse, menace en effet de se suicider s'il la quitte. Quant au prince Georges, traumatisé par ses déboires lorsqu'il était haut-commissaire de la Crète autonome, il ne veut pas pousser son fils à exercer des fonctions politiques.
Pierre revient finalement en Grèce en novembre 1936 pour assister à la cérémonie de retour des cendres des membres de sa famille morts en exil (le roi Constantin Ier et les reines Olga et Sophie). N'ayant jamais revu son pays depuis l’âge de quatre ans, le jeune homme est ravi par le voyage. Cependant, en décembre, Irène obtient son divorce d’avec Lewis Sloden et Pierre part immédiatement la rejoindre en France. Partagé entre ses devoirs princiers et son amour pour « la Russe », il craint de faire aussi mauvaise figure que le roi Édouard VIII du Royaume-Uni, dont il désapprouve la conduite. Mais, au grand dam de sa famille, il choisit malgré tout de poursuivre sa liaison avec Irène.
Dans les mois qui suivent, Pierre effectue tout de même plusieurs autres séjours à Athènes, où il intègre l’armée hellénique et devient officier de réserve dans le 34e régiment d'infanterie,. Il effectue par ailleurs différentes excursions à travers le pays et visite la Crète avec ses parents en avril 1937.

#### Départ en Asie et mariage

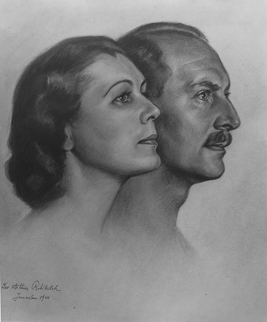
Portrait de Pierre et d'Irène par Leo Arthur Robitschek.

En septembre 1937, Pierre part avec Irène et un disciple de Malinowski pour un long voyage qui le conduit de la Grèce à la Syrie, puis de l'Iran aux Indes. Désireux de trouver une peuplade à étudier, il passe plusieurs mois avec ses compagnons dans le « joyau de la couronne britannique ». Arrivés par voie terrestre dans ce qui constitue aujourd’hui le Pakistan (début 1938), ils entreprennent successivement des recherches dans les régions de Lahore, de Kulu, de Leh et de Srinagar. L'hiver himalayen approchant, les trois compagnons gagnent ensuite l'Inde du Sud, où ils passent notamment plusieurs semaines auprès du peuple toda, sur le plateau des Nilgiris, avant de séjourner à Madras. Ils passent par ailleurs quelque temps à Kalimpong, près de la frontière tibétaine, et dans l'île de Ceylan. À chaque fois, c’est l’étude de la polyandrie et des groupes sociaux qui la pratiquent qui focalise l’attention de Pierre.
Pendant son passage à Madras, en septembre 1939, Pierre prend la décision d’officialiser sa liaison avec Irène en l’épousant civilement au consulat du Danemark. Connaissant les sentiments de sa famille vis-à-vis de la jeune femme mais voulant peut-être profiter des bouleversements occasionnés par le déclenchement de la Seconde Guerre mondiale, il ne prend la peine d’avertir ni la cour grecque, ni ses parents de son mariage. C'est donc à travers la presse que les Oldenbourg sont mis au courant de l'événement, quelques semaines plus tard. Scandalisé par l'attitude de son fils, qui a délibérément omis de lui demander son autorisation et celle du roi Georges II avant de se marier, le prince Georges renie Pierre et refuse désormais tout contact avec lui. Quant à la princesse Marie, elle se montre déçue par la lâcheté de son fils mais refuse de rompre avec lui et continue à lui verser régulièrement de l'argent,.
Tous, dans la famille royale, ne se montrent cependant pas mécontents de la mésalliance de Pierre. La princesse Alice de Battenberg, tante du jeune homme, se réjouit ainsi de le voir exclu de la succession au trône de Grèce. De fait, désormais, son fils, le prince Philippe (futur duc d'Édimbourg), arrive juste après le diadoque Paul et le prince Georges dans l'ordre de succession au trône de Grèce.

#### Retour en Europe
La guerre faisant à nouveau rage en Europe, Pierre et Irène rentrent en France en novembre 1939. Le 13, le prince se rend seul à Saint-Cloud, où il est reçu par sa mère, qui l’accueille plusieurs jours dans sa résidence. Comme il s’y attendait, son père refuse de le rencontrer, mais il peut au moins faire la connaissance de la fille de sa sœur Eugénie, la princesse Tatiana Radziwill, qui a vu le jour le 28 août précédent.
L’invasion de la France par les troupes allemandes à l’été 1940 conduit bientôt Pierre et son épouse à quitter Paris pour s'installer à Assise, en Italie. La montée des tensions entre Rome et Athènes pousse néanmoins le prince à rentrer en Grèce afin de rejoindre l’armée de sa patrie. Les portes du royaume hellène restant par contre toujours fermées à Irène, la jeune femme doit se contenter de trouver refuge à Istanbul, en Turquie,.
Dans ce contexte difficile, Pierre aurait très bien pu échapper à ses obligations militaires en s’exilant aux États-Unis avec son épouse. De fait, lors de son passage en Italie, le prince a été contacté par Malinowski, qui enseigne désormais à Yale, dans le Connecticut. Satisfait du travail que Pierre a effectué en Inde, le professeur lui propose alors un poste de Research Associate au département d’anthropologie de l’Université. Désireux de défendre son pays, le prince décline toutefois cette offre alléchante.

### Seconde Guerre mondiale

#### De la Guerre italo-grecque à la bataille de Grèce

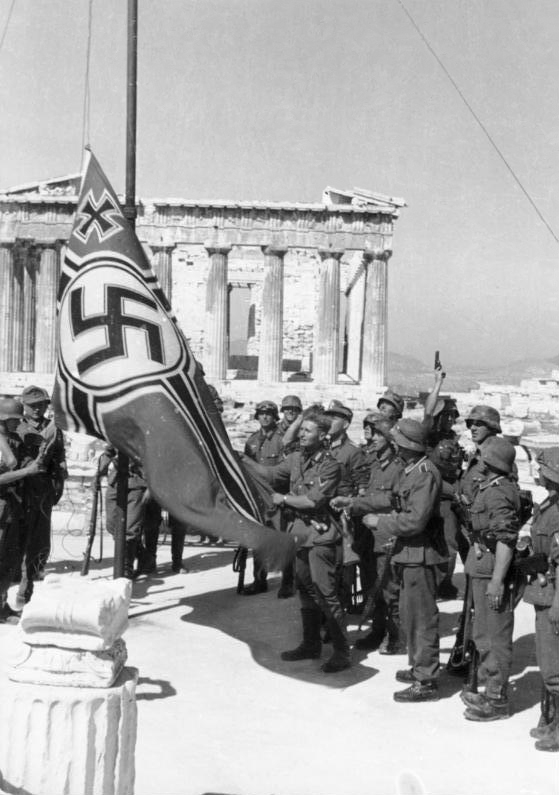
Des soldats allemands hissant le drapeau nazi sur l'Acropole d'Athènes (1941).

En août 1940, la Grèce proclame la mobilisation générale à la suite de provocations de l’armée italienne à la frontière albanaise. Le prince Pierre est donc réintégré dans le 34e Régiment d’infanterie, auquel il est attaché depuis 1937. Il est toutefois bientôt transféré au quartier général de l’armée hellène, où il est chargé des relations militaires avec la Yougoslavie, avant d’être nommé officier de liaison avec les Alliés.
Avec le déclenchement de la guerre italo-grecque, le 28 octobre 1940, Pierre est placé sous les ordres directs du général Alexandros Papagos et envoyé sur le front épirote, où il continue à servir comme officier de liaison entre les forces armées grecques et la mission militaire britannique présente dans la région. Anglophile et bon vivant, le prince ne tarde pas à se faire apprécier des officiers étrangers et sa mission est un succès,, à l’image de l’offensive grecque, qui parvient à pénétrer profondément en Albanie.
Dans le même temps, Pierre ne cesse de se préoccuper pour Irène, dont le seul passeport est français. Ayant obtenu une permission d’un mois pour se rendre auprès d’elle, en Turquie, il entre en contact avec les autorités consulaires britanniques dans le but de lui faire obtenir un visa pour l’Inde. Mais, mis au courant par les Anglais, le gouvernement grec fait échouer le projet et Irène reste bloquée à Istanbul pendant plusieurs mois. De fait, Georges II n’a aucune confiance en Irène, qu’il considère comme une intrigante. Surtout, le souverain semble également se méfier de son ambitieux cousin, que certains, à gauche, verraient bien le remplacer sur le trône.
Le 6 avril 1941, le Troisième Reich entre en guerre contre la Grèce pour secourir son allié italien, durement éprouvé en Épire. Rapidement, l’armée hellène est débordée et le pays occupé par les forces de l’Axe en quelques semaines. Dans ce contexte difficile, le gouvernement et la majorité des membres de la famille royale sont évacués en Crète les 22 et 23 avril 1941. Afin d’assumer ses fonctions auprès des forces alliées, Pierre ne quitte toutefois le continent que le 27 avril, date de l’entrée des Allemands dans Athènes,.

#### De la Crète à l’Égypte
Arrivé en Crète, Pierre retrouve le roi et son gouvernement à La Canée. Satisfait du comportement de son cousin, Georges II fait de lui son aide de camp personnel,. Mais, dans le même temps, la situation militaire se dégrade en Égée. Le 20 mai, les Allemands lancent leur offensive sur la Crète et des parachutistes du Reich manquent de capturer le roi, son cousin et ses ministres à Perivolia. Accompagnée de soldats néo-zélandais, la petite troupe fuit donc à travers les montagnes et gagne finalement le sud de l’île après deux jours de marche. Encore une fois, Georges II et son cousin doivent se résoudre à fuir et sont évacués à Alexandrie par un navire britannique, le HMS Decoy, le 23 mai. Là, ils retrouvent les autres membres de la famille royale, qui sont installés en Égypte depuis le début du mois de mai,,,.
Cependant, dans le royaume alaouite, les Oldenbourg se trouvent rapidement confrontés à l’hostilité du gouvernement pro-italien de Farouk Ier. Avec l’accord des Britanniques, Georges II et son frère, le diadoque Paul, partent donc s’établir à Londres tandis que la plupart des autres membres de la famille royale, dont les parents de Pierre, trouvent refuge en Afrique du Sud,. Seul Pierre reste finalement au Caire, où il est nommé par son cousin « représentant du roi des Hellènes au Moyen-Orient » et « officier de liaison en chef » auprès des forces du Commonwealth.

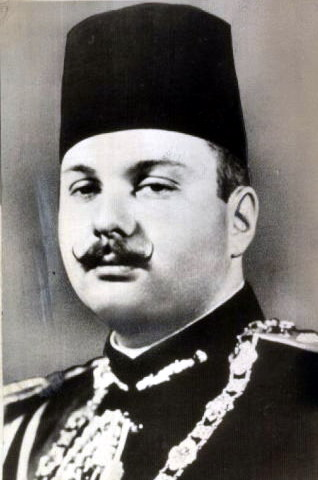
Le roi Farouk Ier d'Égypte, partisan de l'Axe au début de la Seconde Guerre mondiale (1948).

Le rapprochement du souverain et de son cousin semble alors si établi qu'un document secret retrouvé en 2008 et daté du 24 août 1941 montre que Georges II avait prévu de nommer Pierre président du Conseil de régence s'il lui arrivait quelque chose.

#### Au Moyen-Orient, en Afrique, en Italie et en Chine
Profitant de ses nouvelles fonctions et de l'éloignement de la famille royale, Pierre retrouve Irène en Palestine et l'épouse religieusement lors d'une cérémonie orthodoxe, à Jérusalem, le 5 juin 1941. Le couple s'installe ensuite au Caire, où Pierre présente désormais sa femme comme la princesse Irène de Grèce. Cette initiative choque Georges II, qui informe le corps diplomatique qu'il ne reconnaît pas l'union de son cousin et qu'Irène n'est nullement habilitée à porter le titre de princesse. Surtout, le souverain fait placer le couple sous surveillance et met en garde Américains et Britanniques contre « la Russe », dont la rumeur veut qu'elle rêve d'une Grèce orthodoxe mais communiste et placée sous le sceptre bienveillant de Pierre.
Georges II n’est d’ailleurs pas le seul à s’inquiéter de l’attitude de son cousin. Les autorités anglaises ne tardent pas à le considérer comme un « élément perturbateur » (« disturbing element ») et elles essaient à plusieurs reprises de convaincre le roi des Hellènes d’éloigner son cousin des forces grecques en l’envoyant aux États-Unis ou aux Indes.
Tout cela n'empêche cependant pas Pierre et son épouse d'être bien accueillis par la bonne société et la Cour égyptiennes. Profitant de ce semblant d'acceptation sociale, Irène s'investit alors dans les œuvres de bienfaisance destinées à la population grecque,.
Au Moyen-Orient, la tache principale de Pierre consiste à réorganiser les forces grecques libres afin de les faire participer à l’effort de guerre allié contre l’Axe. Le prince effectue par ailleurs différentes missions qui l’amènent successivement à Jérusalem, Malte, Gibraltar, Léopoldville et Lagos. Il prend également directement part aux combats en participant à la guerre du Désert durant l’automne 1942. Il sert ensuite dans le « bataillon sacré » du colonel Christodoulos Tsigantes et participe à la prise de Tripoli, en février 1943. Après un bref retour en Égypte et en terre sainte, motivé par une mutinerie des forces grecques, Pierre s’engage dans les campagnes de Sicile et d'Italie,. Il marche alors sur Rome à la tête d’un bataillon néo-zélandais composé de Maoris. Enfin, après la libération de l’Italie, le prince est mandaté quelques mois en Chine par les Alliés. Placé sous les ordres du général américain Albert Coady Wedemeyer, il sert alors au quartier général de Tchang Kaï-chek, à Chongqing (été 1945).

### La troisième expédition scientifique danoise en Asie centrale

#### Un après-guerre incertain

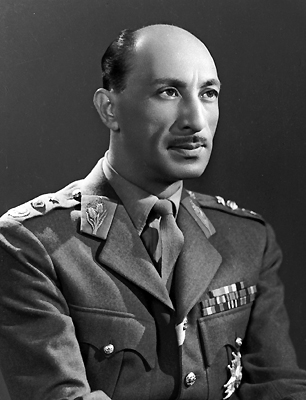
Mohammad Zaher Shah, dernier roi d'Afghanistan, en 1963.

La Libération est une période de profonde incertitude pour Pierre et Irène. En Grèce, les tensions politiques restent très vives et la guerre civile menace entre communistes et conservateurs. Poussé par les Britanniques, le roi Georges II doit accepter de mettre en place une régence (décembre 1944) en attendant qu'un hypothétique référendum confirme l'existence du régime monarchique dans le pays. Dans ces conditions, les membres de la famille royale restent interdits de séjour dans leur patrie et Pierre est nommé attaché militaire à l'ambassade hellénique du Caire afin de le maintenir en Égypte. De toutes façons, le prince est conscient que, même une fois Georges II restauré sur le trône, il est fort peu probable que son cousin lui permette de rentrer en Grèce avec Irène. Il cherche donc un autre pays où se retirer avec sa femme et s'adonner à l'écriture.
Durant l’été 1946, Pierre profite d’une permission pour se rendre, durant deux mois, en Afghanistan. Reçu par le roi Mohammad Zaher Shah, qui a été son condisciple au lycée Janson-de-Sailly, le prince se lance alors à la découverte du passé hellénistique du pays.
Le 1er septembre 1946, un référendum est finalement organisé en Grèce et c'est le régime monarchique qui emporte le suffrage populaire,. Cependant, le sort de Pierre n'évolue guère et c'est seulement après le décès de Georges II, le 1er avril 1947, que le prince est finalement démobilisé et peut quitter définitivement l'Égypte. Espérant que le nouveau roi des Hellènes se montre plus conciliant que son prédécesseur, Pierre demande alors à Paul Ier de reconnaître son mariage. Le monarque accepte, mais à la condition que son cousin reconnaisse officiellement qu'en épousant Irène, il a renoncé à ses droits sur le trône, ce qu'il a toujours refusé de faire. Blessé, Pierre rejette la proposition du souverain et il lui est interdit de revenir en Grèce,.
C’est donc finalement au Danemark que Pierre et Irène s’installent après avoir quitté Le Caire. Dans le royaume scandinave, le prince rencontre l’explorateur Henning Haslund-Christensen, qui planifie alors une nouvelle expédition scientifique en Asie centrale. Toujours à la recherche de collaborateurs, le vieil homme propose non seulement à Pierre de participer à son projet mais il lui demande également de prendre la tête de la branche tibétaine de l’expédition. Sans projet précis depuis sa récente démobilisation, le prince accepte et s’apprête à repartir en Asie avec Irène.

#### Passage aux États-Unis

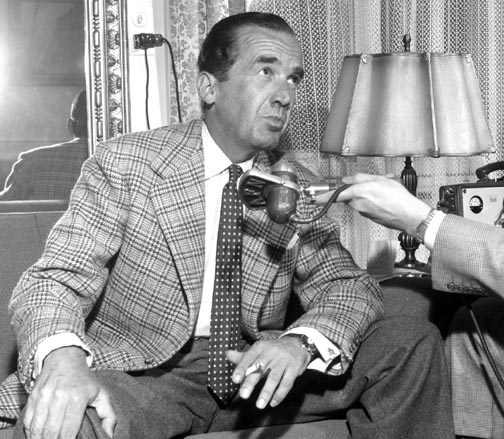
Le journaliste américain Edward R. Murrow en 1956.

Pierre et Irène passent l’année 1948 aux États-Unis afin d’y récolter des fonds et d’y préparer leur expédition. Le prince réalise alors une série de conférences dans des universités, des Rotary club et des associations grecques. Il y aborde la situation de son pays, qui est en pleine guerre civile, mais également les relations internationales et bien sûr les recherches qu’il a menées en Inde avant la Seconde Guerre mondiale. Désireux d’éviter toute nouvelle polémique avec Athènes, le prince prend toutefois bien garde de ne jamais exprimer publiquement d’opinion personnelle lorsqu’il évoque la vie politique de son pays.
Cette disposition n’empêche pas le prince de marquer indirectement sa défiance vis-à-vis du gouvernement de son cousin. En septembre 1948, Pierre offre en effet une importante somme d’argent au journaliste Edward R. Murrow dans le but de financer une enquête indépendante sur l’assassinat du reporter George Polk, dont le corps a été retrouvé flottant dans le port de Thessalonique, en mai. D’après l’enquête officielle, Polk a été exécuté par la guérilla communiste alors qu’il enquêtait sur la guerre civile. Néanmoins, de nombreux observateurs pensent qu’il a plus probablement été assassiné par les autorités grecques, peu désireuses qu’il mette au jour la corruption de leurs membres. Le geste de Pierre, qui connaissait personnellement Polk, ne peut alors apparaître à Paul Ier que comme une attaque à peine voilée.
Pendant son séjour à New York, Pierre apprend le décès, à Kaboul, d’Henning Haslund-Christensen. La disparition de l’explorateur risquant de remettre en cause sa mission au Tibet, le prince contacte immédiatement le comité organisateur de l’expédition, à Copenhague, pour lui faire savoir son désir de poursuivre le projet. Quelques jours plus tard, Pierre a le soulagement de recevoir une réponse signée de son cousin, le prince Axel de Danemark, président du comité, qui le soutient dans sa décision et lui enjoint de gagner l'Himalaya.

#### Retour en Inde

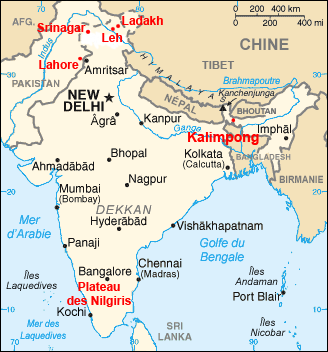
Sur cette carte de l'Inde apparaissent en rouge les principales régions visitées par Pierre et Irène.

Pierre et Irène quittent finalement les États-Unis en janvier 1949. Partis de Californie, ils arrivent à Colombo, capitale du Sri Lanka, le 16 février. Ils se rendent ensuite en Inde et prennent la route de Kalimpong, petite ville située près de la frontière tibétaine. Sur le chemin, ils retrouvent le peuple toda, qu’ils ont étudié en 1938. Ils découvrent alors avec consternation que la culture toda est en passe de disparaître et que l’ethnie vit désormais dans des conditions sanitaires très précaires. Le prince écrit alors au gouvernement indien pour qu’il intervienne et un hôpital est bientôt construit dans le district des Nilgiris.
Arrivés à Kalimpong début 1950, Pierre et Irène se retrouvent rapidement confrontés aux bouleversements politiques qui secouent alors la région de l’Himalaya. L’entrée au Népal et au Tibet leur est interdite mais l’invasion du toit du monde par la Chine pousse de nombreux Tibétains à fuir leur pays pour s’installer en Inde à partir d’octobre. Kalimpong se transforme alors sous l’afflux de réfugiés aussi prestigieux que Gyalyum Chenmo, la mère du Dalaï-lama, et Pierre profite de la situation pour étudier le peuple et la culture tibétaine  directement avec les nouveaux arrivants.
Désireux de dialoguer directement avec les personnes qu’il rencontre, Pierre se lance dans l’étude de la langue tibétaine, qu’il apprend avec différents professeurs. Il est le premier anthropologue à relever les données anthropométriques de 3 284 personnes et fait analyser 198 échantillons sanguins appartenant à des réfugiés tibétains de toutes les régions du Tibet à l'occasion de leur passage à Kalimpong. Il achète des vêtements, des bijoux, des livres (comme le Canon bouddhique -Kan-gyur- et ses Commentaires -Tän-gyr) et quantité d’autres objets destinés, entre autres, aux collections du musée national du Danemark et de la Bibliothèque royale de Copenhague. Il dresse par ailleurs la liste des familles nobles tibétaines, établit avec Irène les notices biographiques de nombreux réfugiés (et notamment de femmes qui pratiquent la polyandrie) et décrit les musulmans du Tibet. Plus encore, il enregistre des chants, des sagas, des conversations quotidiennes, des prophéties prononcées par des oracles et des cérémonies religieuses. Enfin, il prend plus de 3 000 clichés photographiques et 1 500 mètres de pellicule,.

### Entre l’Europe et l’Asie

#### Allers-retours

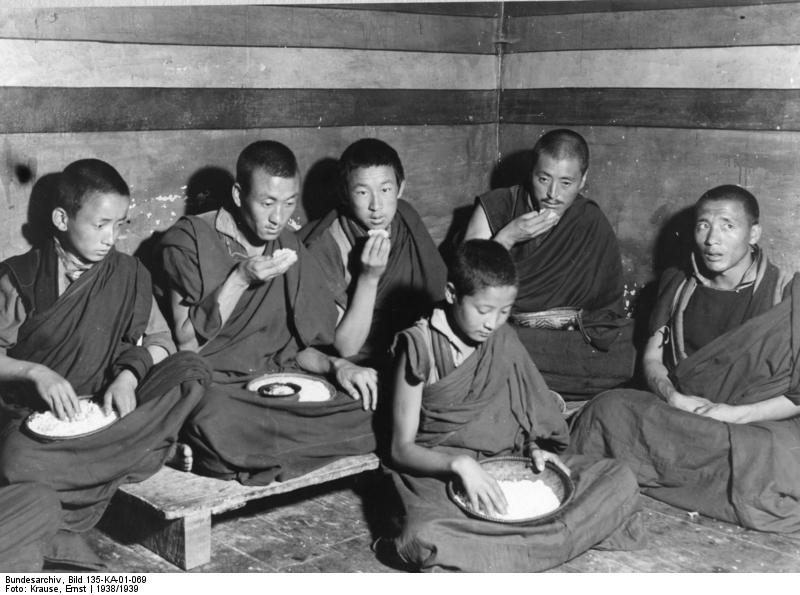
Moines tibétains (1938).

En 1952, la troisième expédition danoise tire à sa fin et Pierre et Irène rentrent à Copenhague pour y présenter les résultats de leurs recherches. Une exposition est organisée en octobre avec les objets qu’ils ont pu collecter auprès des réfugiés tibétains et Pierre présente le film qu’il a tiré de ses centaines d’heures de tournage. Par la suite, ce documentaire ethnographique est présenté dans plusieurs capitales européennes, principalement en Scandinavie, mais également à Paris, à la maison de la Chimie,.
Le comité organisateur de l’expédition danoise lui ayant demandé de poursuivre encore deux ans ses recherches, Pierre retourne, après cet intermède de quelques semaines, à Kalimpong. Avec son épouse, il reprend son travail auprès des réfugiés mais se voit une nouvelle fois interdit de séjour au Tibet, désormais totalement occupé  par la Chine. Les Chinois s'opposent cependant à ses travaux. Selon eux, sa mission est d'instruire des agents secrets pour espionner le Tibet. Les relations du prince avec l’administration indienne se dégradent donc et les autorités du Bengale-Occidental lui refusent désormais l'autorisation de collecter des données anthropométriques sur les nouveaux arrivants,. Malgré tout, Pierre poursuit son apprentissage du tibétain et, en 1954, il maîtrise suffisamment bien la langue pour travailler sans interprète, ce qui facilite grandement son travail. La conclusion de son étude anthropologique confirme notamment que les Tibétains sont un peuple d'origine mongoloïde.
Au milieu de l’année 1953, le prince quitte à nouveau l'Himalaya pour prendre la tête d'une autre expédition danoise qui se déroule en Afghanistan et qui est connue sous le nom d'expédition commémorative Henning Haslund-Christensen. Cependant, ce séjour dans le royaume musulman ne dure que dix semaines et Pierre est de retour à Kalimpang dès la mi-août,.
Début 1955, Pierre effectue un nouveau séjour en Europe. Employé comme conseiller technique sur le film Alexandre le Grand, de Robert Rossen, le prince se rend en Espagne, où a lieu le tournage. Sa mère en profite alors pour venir le retrouver et ils visitent ensemble Séville, Cordoue, Grenade, Madrid et Tolède. Ayant regagné l’Inde, Pierre a le plaisir d’y accueillir sa mère, venue observer son travail à Kalimpong, en novembre 1956. Invitée par Irène, avec laquelle les relations se sont profondément apaisées, Marie Bonaparte est fascinée par le pays et sa population. Elle y découvre, par ailleurs, la résidence que le couple a acheté dans la petite ville himalayenne.

#### L’expulsion d’Inde

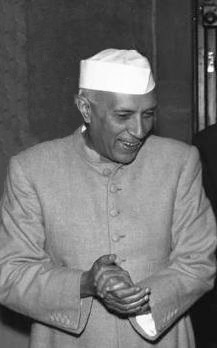
Le Premier ministre indien Jawaharlal Nerhu en 1959.

De plus en plus proche des réfugiés tibétains qu’il étudie, le prince Pierre n’hésite pas à critiquer ouvertement le gouvernement chinois et son armée d’occupation. Il s’attire ainsi la haine de Pékin, qui le soupçonne d’être un espion à la solde de l’Occident. Surtout, il ne tarde pas à embarrasser le gouvernement indien, qui craint de s’attirer les foudres de son puissant voisin en le tolérant sur son territoire. À partir de 1955, Pierre et Irène doivent donc subir le harcèlement continuel des autorités du Bengale-Occidental, qui cherchent à les pousser au départ. Finalement, en mai 1956, le couple reçoit des mains d’un policier un avis d’expulsion envoyé par le gouvernement indien.
D’autant plus consterné par la situation qu’Irène est, à cette époque, gravement atteinte par la tuberculose et que ses médecins lui ont demandé de rester alitée durant six mois, Pierre tente par tous les moyens d’obtenir un sursis de la part des autorités. Il contacte alors son cousin éloigné Lord Mountbatten, dernier vice-roi des Indes et ami personnel du Premier ministre Jawaharlal Nehru, pour lui demander d’intercéder en sa faveur. Il appelle par ailleurs à l’aide sa mère, la princesse Marie Bonaparte, pour qu’elle essaie de rencontrer Nehru au moment de son passage à Londres, fin juin 1956.
Finalement, Pierre obtient partiellement gain de cause et Nehru lui donne l’autorisation de rester six mois de plus à Kalimpong avec Irène. Le prince quitte donc l’Inde avec sa femme en février 1957, sans qu’on lui ait jamais expliqué clairement de quelles « activités indésirables » il s’était rendu coupable pendant son séjour à la frontière tibétaine. Il semblerait toutefois que ce soit une intervention directe du Premier ministre chinois Zhou Enlai qui ait poussé le gouvernement indien à le déclarer persona non grata sur son territoire.

### Après Kalimpong

#### Carrière universitaire

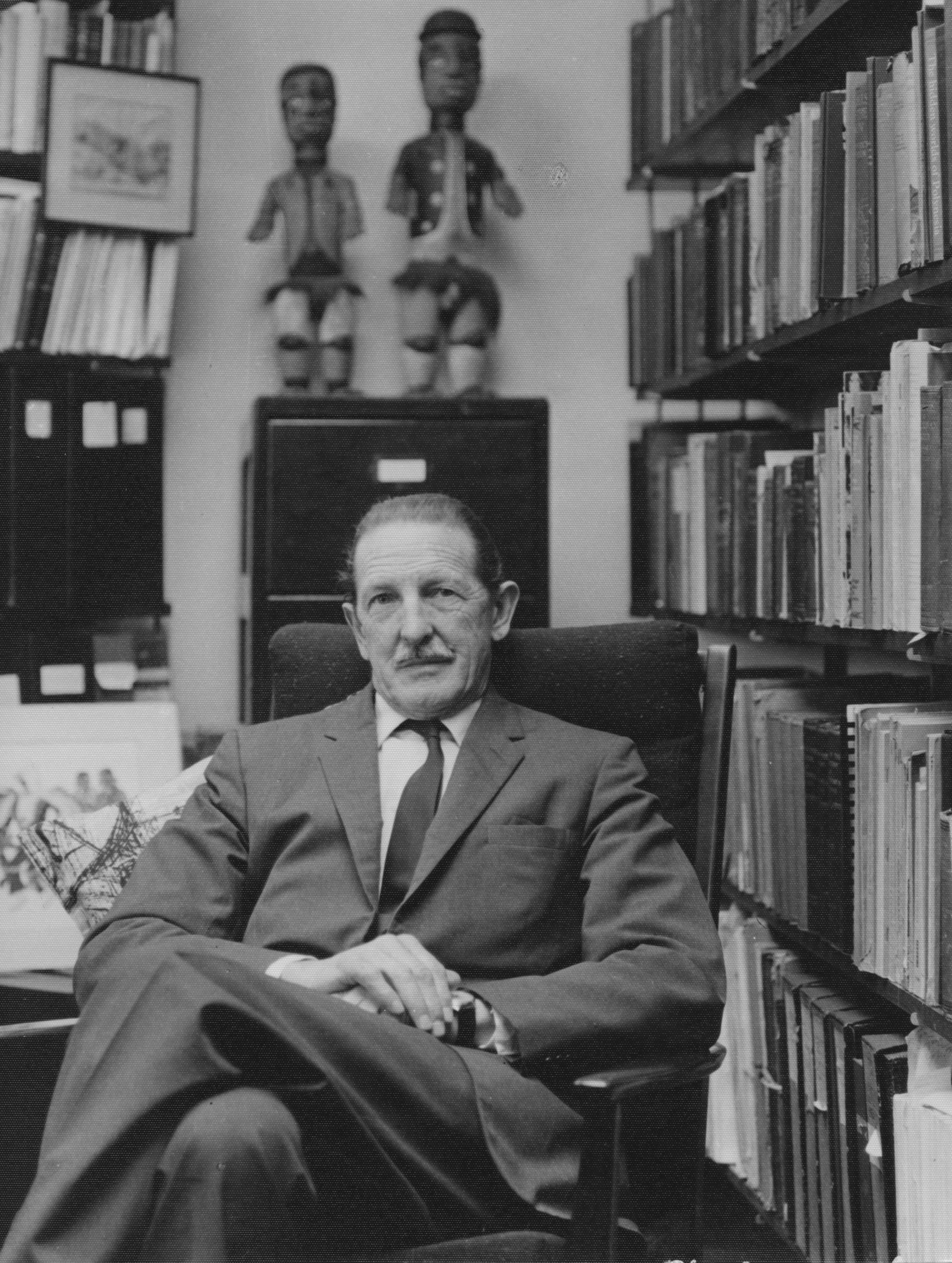
Raymond Firth en 1965.

De retour en Europe, le couple princier s’installe au Royaume-Uni, où Pierre reprend ses études à la London School of Economics. Ayant récolté suffisamment de matériel sur le terrain, il prépare une thèse sur le mariage polyandrique sous la direction de l’anthropologue Raymond Firth, successeur de Bronislaw Malinowski et spécialiste des peuples océaniens. Déclaré docteur en anthropologie en 1959, le prince voit sa thèse publiée en 1963 sous le titre de A Study of Polyandry.
Les travaux de Pierre reçoivent un écho important auprès de la communauté scientifique, ce qui lui permet de publier de nombreux articles et ouvrages en anglais, en français, en grec et en danois (voir la bibliographie). En 1960, en reconnaissance pour ses recherches, le prince est fait docteur honoraire de l’université de Copenhague, titre qui s’ajoute à plusieurs autres obtenus en France, aux États-Unis et en Grèce (voir la rubrique correspondante).
En 1961, le nom du prince est avancé pour prendre la tête de la chaire d’anthropologie de l’université capodistrienne d'Athènes. Cependant, une intervention du palais royal fait avorter le projet et Pierre ne peut embrasser la carrière universitaire qui semblait s’ouvrir à lui. C'est donc finalement vers la finance que se dirige le prince en devenant l'un des présidents (chairman) de la Finansbanken en 1966,.

#### Soutien au gouvernement tibétain en exil

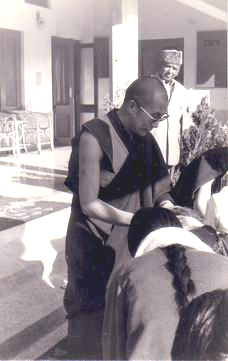
Tenzin Gyatso, 14e dalaï-lama, recevant des Tibétains à Dharamsala, lors du Losar (1980).

Après son expulsion du territoire indien, Pierre de Grèce continue à s’investir largement dans la cause tibétaine, spécialement après le soulèvement de 1959. De 1964 à 1974, il préside ainsi le Conseil nordique pour l’aide au Tibet, une organisation scandinave de soutien aux réfugiés tibétains. Le prince favorise par ailleurs l’arrivée en Europe de personnalités tibétaines ayant fui la domination chinoise. Dans les années 1960, il permet par exemple au grand-maître Tarab Tulku Rinpoché de venir s’installer au Danemark et de travailler à l’université et à la Bibliothèque royale de Copenhague.
En 1965, par l’intermédiaire de Jetsun Pema, Pierre de Grèce fait la connaissance, en France, de Dagpo Rinpoché et Thoupten Phuntshog. En 1972, il informe Phuntshog que le Dalaï-lama doit différer sa visite en France, en raison de la visite de Georges Pompidou en Chine. Le prince ajoute qu'il va demander au duc d'Édimbourg d'intervenir pour permettre au chef spirituel des Tibétains de visiter l'Angleterre cette même année.
En dépit de ses prises de position très critiques vis-à-vis de la république populaire de Chine et de ses liens avec le gouvernement tibétain en exil, ou peut-être à cause d’eux, Pierre a la surprise d’être invité officiellement par Pékin à visiter la région autonome du Tibet à la fin des années 1970. Ayant accepté la proposition chinoise, le prince constate sur place l'existence d'un nouveau climat politique, plus libéral qu'auparavant, mais refuse toutefois de conseiller au Dalaï-lama de rentrer dans son pays, comme les Chinois semblent le lui demander. Quelques mois après, Pierre planifie un nouveau voyage dans l’Himalaya afin d’y filmer les régions qu’il a visitées dans sa jeunesse. Il meurt cependant avant d’avoir pu mettre en œuvre ce nouveau projet, en 1980.

### Le prince polémique

#### Des relations tendues avec la famille royale
À la fin des années 1950, un certain réchauffement des relations se produit entre le prince Pierre et la Cour grecque. À plusieurs reprises, Paul Ier invite alors son cousin à Athènes afin de participer à des cérémonies officielles et non officielles. Peu après avoir été fait docteur honoraire de l'université d'Athènes, Pierre est ainsi convié par le souverain à passer la troupe en revue lors de la fête nationale (25 mars 1957). Cependant, même après la mort du prince Georges, farouche opposant à Irène, en novembre 1957, le roi des Hellènes refuse de reconnaître la légitimité du mariage de Pierre. Les années 1960 aboutissent donc à une rupture définitive entre Pierre et la couronne.

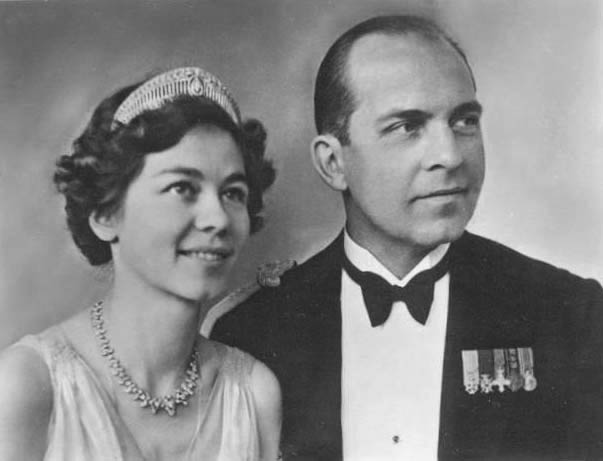
Le roi Paul Ier de Grèce et son épouse Frederika de Hanovre (1939).

Après la mort du roi Paul Ier et l’accession au trône de son fils Constantin II, en 1964, Pierre se brouille avec le nouveau souverain. En effet, peu après son accession, Constantin II proclame sa sœur cadette, la princesse Irène, héritière présomptive. Or Pierre, qui n’a jamais renoncé à ses droits sur le trône en dépit des objurgations du palais, est convaincu d'être mieux placé que sa petite-cousine pour succéder au monarque s'il décédait sans descendance masculine.
Peu après le mariage de Constantin II avec la princesse Anne-Marie de Danemark, auquel il n'a pas été invité, Pierre convoque donc une conférence de presse à Athènes. Face aux journalistes, il questionne la légalité d'une modification de la constitution opérée par le Parlement hellénique en 1952 qui change l'ordre de succession à la couronne hellénique en instaurant davantage d'égalité entre les membres masculins et féminins de la famille royale. Surtout, il attaque personnellement la reine-mère Frederika, qu'il accuse d'avoir une influence néfaste sur le nouveau monarque,.
Par la suite, le prince refuse de reconnaître la désignation de la princesse Alexia, fille aînée de Constantin II, comme nouveau diadoque de Grèce en 1965,. Surtout, après la rupture entre le roi et son Premier ministre Georgios Papandréou la même année, Pierre n'hésite pas à critiquer publiquement la politique suivie par son cousin et à se présenter comme un remplaçant possible du monarque. Pourtant, la mise en place de la dictature des colonels en 1967 et la proclamation de la Troisième République hellénique en 1974 ne permettent pas au prince de réaliser son rêve de monter sur le trône.

#### Une séparation à l’amiable
Après l’instauration de la république en Grèce, Pierre décide de liquider les biens qu’il possède dans son pays, et notamment sa résidence de Glyfada, dans la banlieue d’Athènes. La vie du prince et de son épouse se partage dès lors entre Copenhague, Paris et Londres.
Les années passant, la relation de Pierre et d’Irène se dégrade et le couple prend la décision de s'éloigner, sans qu’aucun document vienne officialiser sa séparation. Irène déménage alors à Hong Kong, où elle s’installe dans un immense appartement rempli d’animaux, tandis que son époux noue une liaison avec une jeune Anglaise, qui ne tarde pas à s’établir à ses côtés, dans la capitale danoise.

#### L’exil, même dans la mort

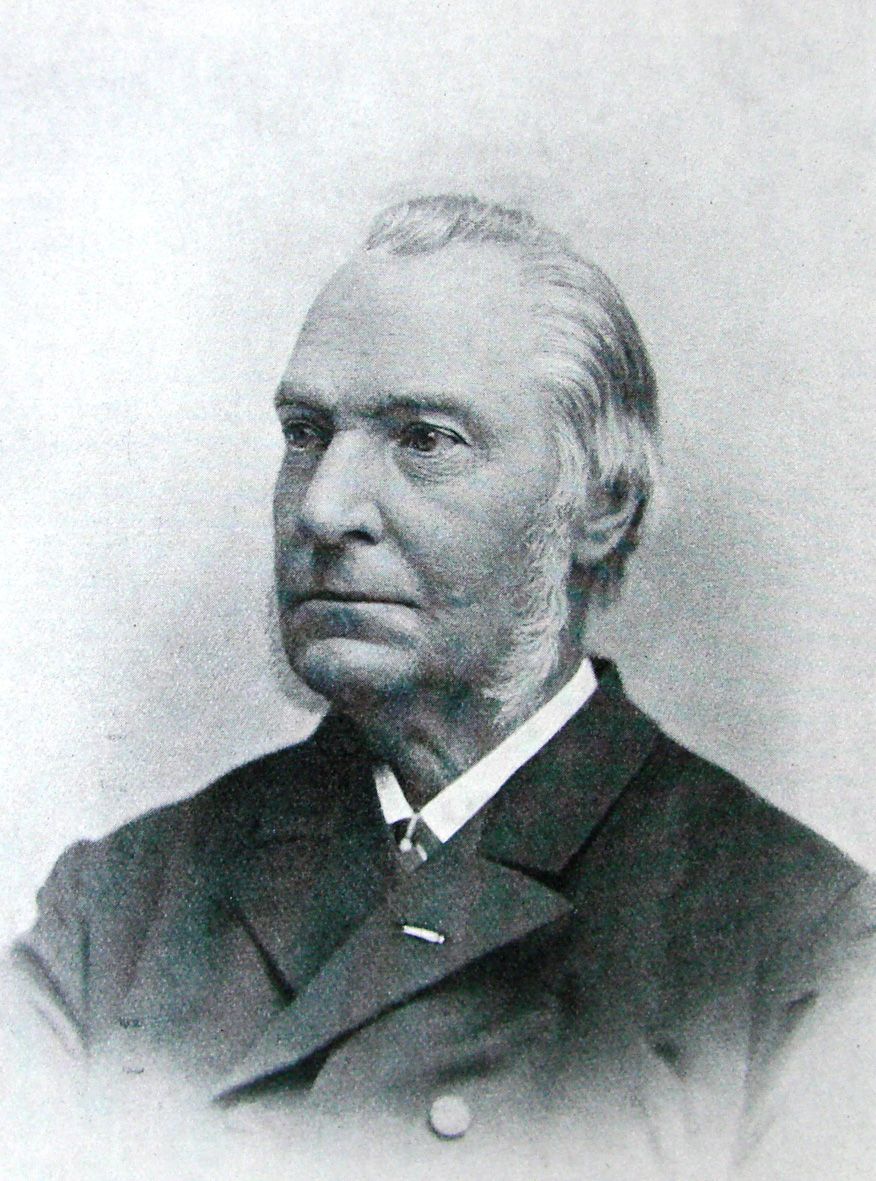
Le poète danois Christian Richardt, en 1912.

Le prince Pierre meurt au National Hospital for Neurology and Neurosurgery de Londres, le 15 octobre 1980, à la suite d’une hémorragie cérébrale. Quelques jours plus tard, le 22 octobre, une messe en sa mémoire est célébrée à la cathédrale orthodoxe Sainte-Sophie de Londres. Pendant la cérémonie, qui réunit l'ensemble des membres de la famille royale de Grèce, y compris la reine douairière Frederika, Irène Ovtchinnikova, la veuve du prince, subit une nouvelle fois l’ostracisme de sa belle-famille.
Il faut, par la suite, pas moins de 340 jours pour que le corps de Pierre soit définitivement enterré. De fait, dans son testament, le prince a demandé, en premier choix, à pouvoir reposer dans la nécropole royale du palais de Tatoï, mais à la condition que la dépouille d'Irène puisse le rejoindre après son décès. Cependant, le gouvernement grec refuse catégoriquement que les cendres de Pierre soient transférées en Grèce. Pour la famille royale, toujours aussi opposée à « la Russe », ce refus est probablement source de soulagement mais il pose la question du lieu de sépulture du prince.
Après un long passage à la chapelle grecque du cimetière de Norwood, la dépouille de Pierre est finalement enterrée dans le parc de son palais de Lille Bernstorff, au Danemark, le 25 septembre 1981. Sur la tombe du prince, on peut aujourd'hui lire les vers du célèbre poète danois Christian Richardt :
« Kæmp for alt, hvad du har kært;
dø, om så det gælder!
Da er livet ej så svært,
døden ikke heller. »
« Bats-toi pour tout ce qui t'est cher ;
meurs, si c'est nécessaire !
Ainsi la vie ne sera pas difficile,
et la mort ne le sera pas non plus. »
Pour l'historien Poul Pedersen, cette strophe, tirée du poème Altid frejdig naar du gaar (« Toujours intrépide quand tu marches »), est une allusion à peine voilée au combat de Pierre contre sa famille et, en particulier, contre la reine Frederika. Pendant la Seconde Guerre mondiale, le poème de Richardt est en effet devenu une sorte d'hymne de la résistance danoise face à l'occupation nazie et, dans le cas de Pierre, il ferait référence à la guerre livrée par le prince à la reine allemande Frederika.
En mars 1990, après dix ans de veuvage, Irène est enterrée à son tour à Gentofte. Petite victoire posthume pour le couple, elle reçoit finalement, sur sa tombe, le titre de princesse de Grèce.

### Bilan

#### Une personnalité complexe
Personnage polémique et empreint de contradictions, le prince Pierre est loin de faire l’unanimité parmi les historiens et les journalistes. Si la plupart lui reconnaissent une grande culture, lui attribuant parfois le titre de « membre le plus intelligent de toute la famille royale de Grèce » (Bo Bramsen), certains auteurs n’hésitent pas à le qualifier de « mouton noir » (Ricardo Mateos Sainz de Medrano), voire de « fléau » (Hugo Vickers) des Oldenbourg. Ils reprochent alors au prince ses prétentions dynastiques et ses attaques vis-à-vis de la reine Frederika et des autres membres de la famille royale. Dans d’autres cas (Alan Travis, Peter Day), ils critiquent son attitude durant la Seconde Guerre mondiale et l’accusent surtout d’avoir affaibli l’effort de guerre allié en jouant les trublions dans l'armée grecque,.

Monogramme du prince Pierre.

Pour d’autres auteurs, au contraire, les qualités du prince l’emportent sur ses défauts. Ainsi, pour Poul Pedersen, spécialiste du prince et de son travail dans le Ladakh, « Pierre appartient [avant tout] à la génération des chercheurs qui ont fondé les études anthropologiques modernes sur le Tibet », une personne dont le travail a donné naissance à « un important savoir sur le peuple tibétain ». « Prince peu ordinaire », davantage coutumier des camps nudistes que des courses de chevaux, il est alors surtout décrit comme un « vétéran de la Seconde Guerre mondiale hautement décoré » et comme un « homme gentil avec un charmant sens de l'humour » qui a subi l'ostracisme de sa famille à cause de son mariage avec une roturière divorcée ».

#### Un homme de terrain plus qu’un théoricien
Si la personnalité du prince Pierre ne fait pas consensus, il n’en va pas vraiment de même de sa contribution à l’anthropologie et à la tibétologie.
De l’avis général, Pierre n’a jamais été un très grand théoricien, et certains de ses ouvrages ont reçu un accueil plus que mitigé du côté de la communauté scientifique. Profondément marqué par les théories évolutionnistes et fonctionnalistes de Bronislaw Malinowski ainsi que par la psychanalyse freudienne, Pierre maîtrise mal l’anthropologie physique, ce qui confère à son approche un aspect « quelque peu dépassé », et cela dès les années 1960. Plus gênant encore, d’après Georgios Agelopoulos, professeur d’anthropologie à l’université de Thessalonique, la lecture des œuvres du prince donne le sentiment qu’il a « cessé d’étudier l’anthropologie à la fin des années 1950 », ce qui ne l’a pas empêché de continuer à publier dans les années 1960 et 1970.
Malgré tout, l’apport de Pierre à l’anthropologie n’est pas mince et nombreux sont les auteurs qui insistent sur l’importance de ses observations sur le terrain pour la compréhension du monde tibétain et de la polyandrie notamment,. Comme le fait remarquer Georgios Agelopoulos, plus de trente ans après sa mort, « les écrits et les films ethnographiques du prince continuent à attirer l’attention des chercheurs qui travaillent sur l’Himalaya et sur l’Inde ». Les publications de Poul Pedersen en sont d’ailleurs une très bonne illustration (voir la bibliographie).
En outre, Pierre a largement contribué à l’étude de l’anthropologie dans son pays d’origine et des indices semblent prouver qu’il a joué un rôle important dans la création du Centre d’études sociales d’Athènes (aujourd’hui Centre national pour la recherche sociale, EKKE). Ce n’est donc pas un hasard si le nom du prince a été plusieurs fois évoqué pour prendre la tête de la chaire d’anthropologie de l’université d’Athènes.

## Le prince dans la culture populaire
- Le rôle du prince Pierre est interprété par l'acteur Jowan Le Besco dans le téléfilm français en deux parties Princesse Marie de Benoît Jacquot (2004)[122].
- Le personnage du prince apparaît, par ailleurs, dans le roman tiré de ce téléfilm, Princesse Marie, publié par François-Olivier Rousseau la même année[123].
- Le nom du prince Pierre est cité dans la rubrique « Comment devenir chevalier de Malte » de l’ouvrage satirique d’Umberto Eco Comment voyager avec un saumon (1992)[124].
- Dans Pêcheur de lunes (1990), Jean Raspail évoque son amitié avec le prince « Pierre de G », membre comme lui du Club des explorateurs.

## Titres, décorations et honneurs divers

### Titres et prédicat nobiliaires
De sa naissance à sa mort, Pierre jouit des titres de prince de Grèce et de Danemark ainsi que du prédicat d'altesse royale.

### Grades militaires
Le prince a servi dans l'Armée danoise, dans laquelle il a été nommé :
- 1934 : sous-lieutenant ;
- 1937 : lieutenant ;
- 1964 : lieutenant-colonel[125].

Il a par ailleurs servi dans l'Armée grecque, où il a été nommé :
- 1937 : lieutenant (dans la réserve) ;
- 1940 : capitaine (dans la réserve) ;
- 1940 : officier de liaison auprès des Alliés ;
- 1941 : aide de camp du roi Georges II de Grèce ;
- 1941 : officier de liaison en chef ;
- 1952 : lieutenant-colonel (dans la réserve)[125].

### Titres universitaires
- 1934 : docteur en droit à l’université de la Sorbonne ;
- 1948 : Master of Arts honoraire à l’Asia Institute de New York ;
- 1957 : docteur honoraire en médecine à l’université d’Athènes ;
- 1959 : docteur en anthropologie à la London School of Economics ;
- 1959 : docteur honoraire en droit à l’université de Thessalonique ;
- 1960 : docteur honoraire en anthropologie à l’université de Copenhague[125].

### Ordres et décorations
- Grand-croix de l'ordre du Sauveur (Grèce) ;
- Grand-croix de l'ordre de Georges Ier (Grèce) ;
- Grand-croix de l'ordre du Phénix (Grèce) ;
- Croix militaire (Grèce) ;
- Médaille de la Campagne de Grèce (Grèce) ;
- Médaille de la Campagne du Moyen-Orient (Grèce) ;
- Insigne commémoratif du centenaire de la maison royale de Grèce (Grèce) ;
- Chevalier de l'ordre de l'Éléphant (Danemark) ;
- Compagnon de l'ordre du Bain (Royaume-Uni) ;
- Commandeur de la Légion d’honneur (France) ;
- Grand-croix de l'ordre El Nahda (Jordanie) ;
- Grand-croix de l'ordre Polonia Restituta (Pologne) ;
- Grand-croix de l'ordre du Mérite (Italie) ;
- Grand-croix de l'ordre royal des Guelfes (ordre dynastique hanovrien) ;
- Médaille de la Libération Christian X (Danemark) ;
- Médaille du Service de l'Union des officiers de réserve danois (Danemark) ;
- Commandeur des Veterans of Foreign Wars (États-Unis) ;
- Grand-croix de l'ordre souverain de Saint-Jean-de-Jérusalem (ordre privé danois) ;
- Grand chancelier de l'ordre souverain de Saint-Jean-de-Jérusalem en 1976 (ordre privé danois)[126].

### Présidences et vice-présidences
- 1958-1968 : président du Comité international du film ethnographique et sociologique ;
- 1962-1964 : président de la Confédération panhellénique des officiers de réserve ;
- 1962-1964 : président de la Confédération inter-Alliés des officiers de réserve (OTAN) ;
- 1965 : président de la Commission nationale grecque pour l'UNESCO ;
- 1964-1974 : président du Conseil nordique pour l'aide au Tibet ;
- 1964-1974 : vice-président de la Fondation européenne de la culture[96].

## Publications
Le symbole  renvoie aux documents utilisés pour la rédaction de cet article.

### Ouvrages
- (fr) Prince Pierre de Grèce, Les Coopératives agricoles danoises et le marché extérieur, Paris, Sirey, 1935 (ASIN B0044T6S0E).
- (da) Prins Peter af Grækenland (trad. P. Lycke), Andelsvirksomhed i dansk Landbrug og det udenlandske Marked, København (Copenhague), Levin & Munksgaard, 1936.
- (el) Πρίγκιπας Πέτρος της Ελλάδας, Απ΄ Αθηνών εις Καλκούτα, Αθήναι (Athènes), Ανδρέα Σκανδάμη,‎ 1940.
- (en) Prince Peter of Greece, Possible Sumerian Survivals In Toda Ritual, vol. 6, t. 1, Madras, Bulletin Of The Madras Government Museum, 1951 (ASIN B0007JBJWC).
- (en) Prince Peter of Greece, The "Eternal Question": A Study of Present-day World Trends, Copenhague, Rosenkilde & Bagger, 1952 (ASIN B000IUHZIM).
- (en) Prince Peter of Greece and Denmark, The Aristocracy of Central Tibet : Provisional List of the names of the Noble Houses of U-Tsang, Kalimpong, Tibet Mirror Press, 1954 (ASIN B0018YDUJK).
- (fr) Prince Pierre de Grèce, Chevauchée tibétaine, Paris, Coll. « Terre et hommes », Nathan, 1958 (ASIN B0014QOWS0).
- (en) Prince Peter of Greece, A Study of Polyandry, La Haye, Mouton & Co, 1963 (ASIN B002A1AC3W).
- (en) Prince Peter of Greece, Anthropological Researches from the 3rd Danish Expedition to Central Asia, Copenhague, Munksgaard, 1966.
- (en) Prince Peter of Greece, The Science of Anthropology : A series of lectures. Studies in General Anthropology, vol. 4, La Haye, Mouton & Co, 1969 (ASIN B000IU5J3A).
- (el) Πρίγκιπας Πέτρος της Ελλάδας, Ημερολόγια Πολέμου 1940-1941, Αθήνα (Athènes), Ίδρυμα Γουλανδρή Χορν,‎ 1997 (ISBN 9607079590)[N 13].

### Articles
- (en) Prince Peter of Greece, « Post-war developments in Afghanistan », Journal of The Royal Central Asian Society, vol. 34, nos 3-4,‎ 1947, p. 275-286 (lire en ligne).
- (en) Prince Peter of Greece, « The Moslems of Central Tibet », Journal of the Royal Central Asian Society, vol. 39,‎ 1952, p. 233-240 (lire en ligne).
- (en) Prince Peter of Greece, « The Third Danish Expedition to Central Asia: Its Work in the Himalayas », Himalayan Journal, vol. 18,‎ 1954 (lire en ligne).
- (en) Prince Peter of Greece and Denmark, « The Todas: Some Additions and Corrections to W.H.R. Rivers's Book, as Observed in the Field », Man, vol. 55,‎ 1955, p. 89-93.
- (en) Prince Peter of Greece, « Books from Tibet », Fund & Forskning, vol. 2,‎ 1955, p. 113-124 (lire en ligne).
- (fr) Prince Pierre de Grèce, « L'inscription polygraphique de Pratapa Malla à Kathmandu », Journal Asiatique, vol. CCXLV, no 4,‎ 1957.
- (el) Πρίγκιπας Πέτρος τῆς Ελλάδας, « Ἀπὸ τὰς μελέτας μου ἐπὶ τῆς Ἀνθρωπολογίας. Η πρακτικὴ σημασία τῆς ἐπιστήμης αὐτῆς διὰ τὴν Ελλάδα », Πρακτικά Συνεδριῶν τοῦ Έτους 1961,‎ 1961, p. 42-57.
- (en) Peter of Greece, K. Eldon et J.B. Jorgensen, « The ABO and Rhesus D Groups of 304 Tibetans, Tested on Eldoncards », Man, vol. 61,‎ juillet 1961, p. 123-124.
- (el) Πρίγκιπας Πέτρος τῆς Ελλάδας, « Eἰσαγωγὴ εἰς τὴν ἐπιστήμη τῆς ἀνθρωπολογίας », Πρακτικὰ Συνεδριῶν τοῦ Έτους 1961,‎ 1961, p. 9-22.
- (el) Πρίγκιπας Πέτρος τῆς Ελλάδας, « Eἰσαγωγὴ εἰς τὴν ἐθνολογίαν », Πρακτικὰ Συνεδριῶν τοῦ Έτους 1961,‎ 1961, p. 24-38.
- (el) Πρίγκιπας Πέτρος τῆς Ελλάδας, « Η σύγχρονος Ἐθνολογία », Πρακτικὰ Συνεδριῶν τοῦ Έτους 1961,‎ 1962, p. 37-51.
- (en) Prince Peter of Greece, « The ceremony of breaking the Stone », Folk. Dansk etnografisk Tidsskrift, vol. 4,‎ 1962, p. 65-70.
- (el) Πρίγκιπας Πέτρος τῆς Ελλάδας, « Η ἱστορικὴ ἐξέλιξις τῆς Ἐθνολογίας », Πρακτικὰ Συνεδριῶν τοῦ Έτους 1962,‎ 1962, p. 12-22.
- (el) Πρίγκιπας Πέτρος τῆς Ελλάδας, « Μια ἐπιστημονικὴ θεωρία τοῦ πολιτισμοῦ », Πρακτικὰ Συνεδριῶν τοῦ Έτους 1963,‎ 1963, p. 12-23.
- (en) Prince Peter of Greece, « Tibet and Greece: Two Stories on the Power of Faith », Man, vol. 65,‎ 1965, p. 52.
- (en) Prince Peter of Greece, « Zor: A Western Tibetan Ceremonial Goat Sacrifice », Folk. Dansk Ethnografisk Tidsskrift, vol. 16-17,‎ 1974, p. 309-312.
- (en) Prince Peter of Greece, « Tibetan Oracles », dans James F. Fisher (dir.), Himalayan anthropology: the Indo-Tibetan interface, Walter de Gruyter, coll. « World anthropology » (no 35), 1978 (ISBN 9027977003, lire en ligne), p. 287-298.

## Filmographie
- Le prince Pierre est l'auteur de seize films ethnographiques réalisés au cours de ses nombreux voyages[96] ;
- Il a fait œuvre de conseiller technique dans le cadre du péplum américain Alexandre le Grand, de Robert Rossen, en 1955[87],[96],[127] ;
- Il a par ailleurs produit, en Inde, le film Tiger in the Tea pour la 20th Century Fox Film Corporation en 1956 ;
- Finalement, il a été conseiller lors de la production du documentaire Alexandre le Grand de Roussos Koundouros, en 1965[96].

### Sur Pierre et sa famille
- (en) Coryne Hall, « Little-Known Royals: Prince Peter of Greece », Royalty Digest Quaterly, no 3,‎ 2021 (ISSN 1653-5219).
- (da + en + fr) Mogens Mugge Hansen, Venner af Prins Peter / Friends of Prince Peter / Les amis du Prince Pierre, Copenhague, Mogens Mugge Hansen og Lindhardt og Ringhof Forlag, 1978 (ISBN 9788711588055).
- (da) Jens Peter Jensen, « H.K.H. Prins Peter af Danmark og Grækenland », Dharma Sol, vol. 3,‎ 1996 (lire en ligne).
- (en) Poul Pedersen, « Out of India: Prince Peter of Greece and Denmark and the Greek royal family », Dansk etnografisk forening, vol. 46-47,‎ 2004-2005, p. 181-200 (ISSN 0085-0756).

### Sur Pierre de Grèce et ses travaux anthropologiques
- (en) Georgios Agelopoulos, « Mind the gap: Attempts to introduce social anthropology in Greece during the 1940s, 1950s and 1960s », The Rise of Anthropology ‘on the Margins of Europe’, 1945-1991 (colloque), Haale/Saale, Max Planck Institute for Social Anthropology,‎ 10 mars 2011 (lire en ligne).
- (en) Trine Brox et Miriam Koktvedgaard Zeitzen, « When Tibet Came to Prince Peter: Tibetan–Danish Relations through a Stationary Expedition in the 1950s », The Tibet Journal, vol. 42, no 1,‎ printemps/été 2017, p. 13-35.
- (en) C.S. Ford, « Reviewed work(s): A Study of Polyandry by Prince Peter of Greece and Denmark », American anthropologist, vol. 66, no 3,‎ 1964, p. 666-667 (lire en ligne).
- (en) Poul Pedersen, « Prince Peter, Polyandry and Psychoanalysis », dans John Bray (dir.), Ladakhi Histories: Local and Regional Perspectives, Leiden, Brill, 2005 (ISBN 9004145516), p. 293-308.
- (da) Poul Pedersen, « Etnografen Prins Peter af Grækenland og til Danmark », Jordens Folk, vol. 1,‎ 2006, p. 48-55.
- (en) Poul Pedersen et Martijn van Beek, « Prince Peter's Film from Ladakh 1938 », dans John Bray et Nawang Tsering Shakspo (dir.), Recent Research on Ladakh, Leh, Jammu & Kashmir Academy of Art, Culture and Languages / International Association for Ladakh Studies, 2007 (ISBN 9788177420937), p. 43-50.
- (en) Poul Pedersen et Neil Howard, « Pince Peter's Journey from Manali to Ladakh, 5th June - 22nd August 1938 », dans Monisha Ahmed & John Bray (dir.), Recent Research on Ladakh, Kargil & Leh, International Association of Ladakh Studies, 2009, p. 55-71.

### Sur la famille royale de Grèce en général
- (fr) Célia Bertin, Marie Bonaparte, Paris, Perrin, 1999 (ISBN 226201602X).
- (da) Bo Bramsen, Huset Glücksborg : Europas svigerfader og hans efterslægt, vol. 2, Copenhague, Gyldendal, 1992, 2e éd. (ISBN 9788755332300).
- (en) Panagiotis Dimitrakis, Greece and the English, British Diplomacy and the Kings of Greece, Londres, Tauris Academic Studies, 2009 (ISBN 9781845118211).
- (en) Helen Hemis-Markesinis, Michel de Grèce et Arturo E. Beéche, The Royal Hellenic Dynasty, Eurohistory, 2007 (ISBN 0977196151).
- (es) Ricardo Mateos Sainz de Medrano, La Familia de la Reina Sofía, La Dinastía griega, la Casa de Hannover y los reales primos de Europa, Madrid, La Esfera de los Libros, 2004 (ISBN 84-9734-195-3).
- (en) Alan Palmer et Michael of Greece, The Royal House of Greece, Weidenfeld Nicolson Illustrated, 1990 (ISBN 0297830600).
- (en) John Van der Kiste, Kings of the Hellenes: The Greek Kings, 1863-1974, Sutton Publishing, 1994 (ISBN 0750921471).
- (en) Hugo Vickers, Alice, Princess Andrew of Greece, Londres, Hamish Hamilton, 2000 (ISBN 0-241-13686-5).

### Nécrologies et articles de presse en ligne
- (el) Thanasis Antonopoulos, « Φως στο μυστικό του Γεωργίου Βʼ », Makedonía,‎ 19 octobre 2008 (lire en ligne).
- (el) Thanasis Antonopoulos, « Η απόρρητη "βασιλική πράξη" του βασιλιά Γεωργίου Β' », Styx,‎ 20 octobre 2008 (lire en ligne).
- (en) Peter Day, « Prince Philip's cousin was 'trouble-maker' », The Independent,‎ 20 août 1999 (lire en ligne).
- (en) Raymond Firth, « Obituary », RAIN, no 41,‎ décembre 1980, p. 13 (lire en ligne).
- (en) David G. Mandelbaum, « Prince Peter of Greece and Denmark, 1908-1980 », American Anthropologist, vol. 83, no 3,‎ septembre 1981, p. 616-617.
- (en) A.F.V. Singer, « Obituary », Asian Affairs, vol. 12, no 1,‎ 1981, p. 116 (lire en ligne).
- (en) Alan Travis, « Prince Philip's cousin 'subverted war against Nazis' », The Guardian,‎ 10 août 1999 (lire en ligne).